# N415 (België)

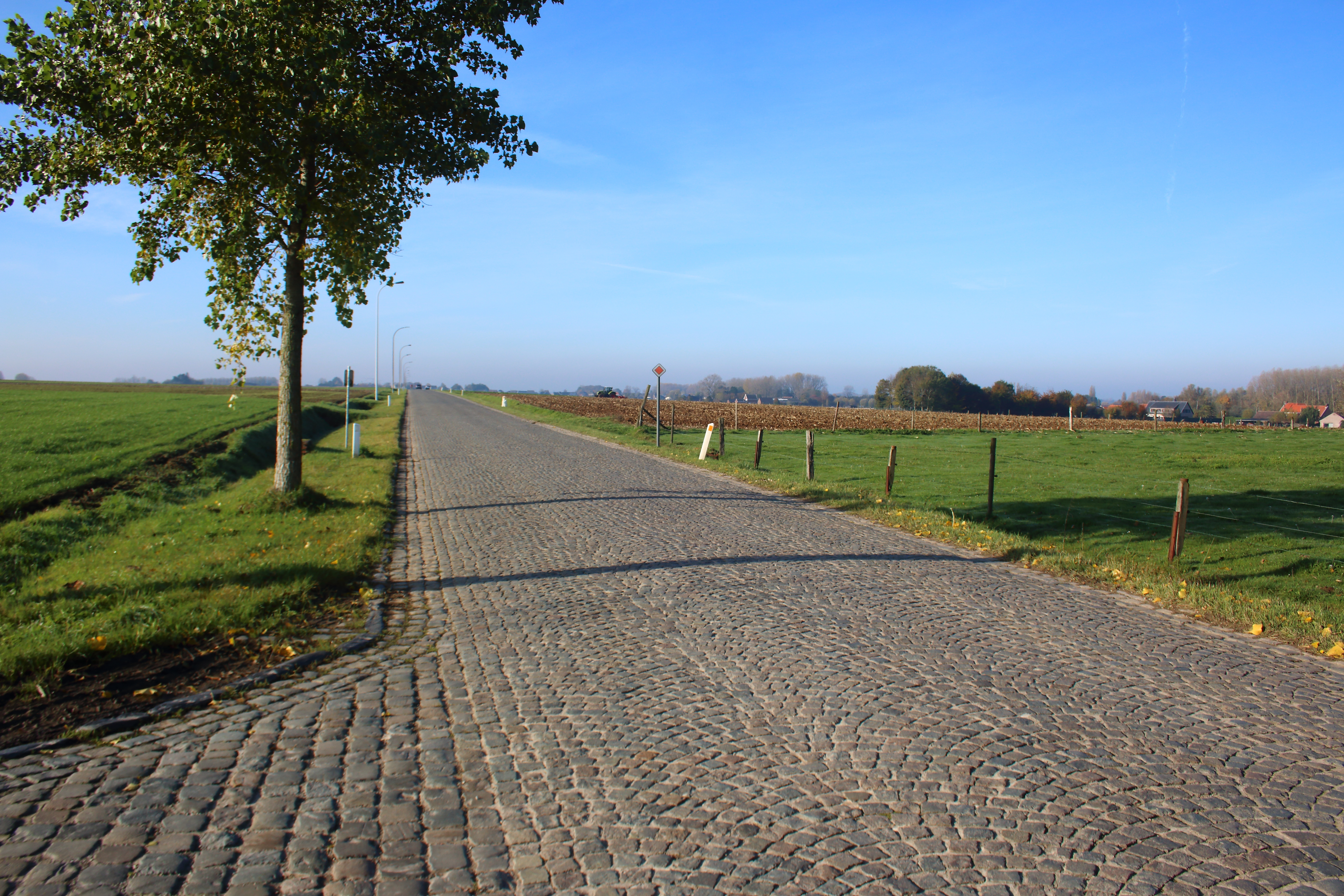
De N415 (Lange Munte) in Oosterzele

De N415 is een gewestweg in België tussen Oosterzele (N42) en Brakel (N8). 
De weg heeft een lengte van ongeveer 21 kilometer en heeft twee rijstroken voor beide rijrichtingen samen.

## Plaatsen langs N415
- Oosterzele
- Scheldewindeke
- Beerlegem
- Paulatem
- Hundelgem
- Munkzwalm
- Rozebeke
- Elst